# Liste der Baudenkmale in Stolpe an der Peene
In der Liste der Baudenkmale in Stolpe an der Peene sind alle denkmalgeschützten Bauten der Gemeinde Stolpe an der Peene (Mecklenburg-Vorpommern) und ihrer Ortsteile aufgelistet. Grundlage ist die Veröffentlichung der Denkmalliste des Landkreises Ostvorpommern mit dem Stand vom 30. Dezember 1996. 

## Baudenkmale nach Ortsteilen

### Dersewitz
| ID | Lage | Bezeichnung                             | Beschreibung | Bild |
| -- | ---- | --------------------------------------- | ------------ | ---- |
|    |      | ehemaliges Spritzenhaus                 |              |      |
|    |      | Kapelle                                 |              |      |
|    |      | Radabwehr                               |              |      |
|    |      | Stallspeicher der ehemaligen Gutsanlage |              |      |

### Grüttow
| ID | Lage                               | Bezeichnung                                                                  | Beschreibung | Bild           |
| -- | ---------------------------------- | ---------------------------------------------------------------------------- | --- | -------------- |
|    |                                    | Friedhof, Umfassungsmauer mit Toranlage, historische Grabzeichen und -gitter | |                |
|    | (Karte)                            | Kapelle                                                                      | | Weitere Bilder |
|    | An B 110 – Abzweig Grüttow (Karte) | Wartislawstein                                                               | Eines der ältesten Bildmale in Pommern. Wird als Denkmal für den hier ermordeten Wartislaw, oder als Grenzstein zwischen Kloster und adligem Besitz gedeutet | Weitere Bilder |

### Stolpe an der Peene
| ID | Lage      | Bezeichnung                                                                | Beschreibung | Bild                                                                       |
| -- | --------- | -------------------------------------------------------------------------- | ------------ | -------------------------------------------------------------------------- |
|    | (Karte)   | Klosterruine                                                               |              | Weitere Bilder                                                             |
|    | (Karte)   | Wartislaw-Kirche                                                           |              | Weitere Bilder                                                             |
|    |           | Alter Kirchhof an Wartislaw-Kirche, Erbbegräbnis, Zugangsallee             |              | Alter Kirchhof an Wartislaw-Kirche, Erbbegräbnis, Zugangsallee             |
|    |           | Friedhof (am Dorfanger), Toranlage, Treppenanlage, historische Grabzeichen |              |                                                                            |
|    |           | Kapelle                                                                    |              |                                                                            |
|    |           | Gutsanlage mit Wegführung mit Pflasterung und Baumbestand, Umfassungsmauer |              | Gutsanlage mit Wegführung mit Pflasterung und Baumbestand, Umfassungsmauer |
|    |           | Schmiede am Gutspark                                                       |              | Schmiede am Gutspark                                                       |
|    |           | Straße zum Fährkrug, Feldsteinpflasterung                                  |              | Straße zum Fährkrug, Feldsteinpflasterung                                  |
|    |           | Fährkrug mit Saalanbau, Nr. 25                                             |              | Fährkrug mit Saalanbau, Nr. 25                                             |
|    | Nr. 5     | Wohnhaus                                                                   |              |                                                                            |
|    | Nr. 7/8   | Wohnhaus und Stallspeicher                                                 |              |                                                                            |
|    | Nr. 18/21 | Wohnhaus                                                                   |              | Wohnhaus                                                                   |
|    | Nr. 22/23 | Wohnhaus                                                                   |              | Wohnhaus                                                                   |
|    | Nr. 50    | Wohnhaus, Fassade                                                          |              |                                                                            |
|    | Nr. 55    | Wohnhaus                                                                   |              |                                                                            |

## Quelle
- Bericht über die Erstellung der Denkmallisten sowie über die Verwaltungspraxis bei der Benachrichtigung der Eigentümer und Gemeinden sowie über die Handhabung von Änderungswünschen (Stand: Juni 1997; PDF, 934 kB)